# 約翰·曼尼
約翰·威廉·曼尼博士（英語：Dr. John William Money，1921年7月8日—2006年7月7日）是一位紐西蘭心理學家、性學家和作家，因其在性向認同和人类性别分化方面的研究而闻名，曼尼在其生涯內也創制了性別認同、性別角色和愛情地圖等不少重要的理論和專有名詞，亦是最早研究性别流动和社会性别认同对个体的影响的心理学家之一。但近年来不少学术研究就其工作的多个方面（尤其是大卫·利马案例）对其加以批评。曼尼的著作已被翻译成多种语言，包括总计2000余篇的文章、书籍与评论。他一生中获得了约65个荣誉、奖项和学位。

## 生平
約翰·曼尼出生在紐西蘭摩林斯維的一個基督教友愛會的家庭，曼尼最初在威靈頓維多利亞大學學習心理學。1947年，他為在匹茲堡大學精神病研究所學習而移民到美國。他後來離開匹玆堡，并于1952年在哈佛大學获得博士學位。他曾于1950年代短暫結婚，但并未生育。
1951年，曼尼开始担任約翰霍普金斯大學兒科和醫療心理學的教授，直至過世。在那裡，他加入了研究变性手术的性别諮詢小組。在大卫·利马医疗案例中，男童大卫·利马因婴儿期包皮切割手术意外导致阴茎被毁，经过曼尼治疗后无果，最终自杀；而曼尼宣称其已成功将利马变性为女性。曼尼也因此次事件而为人所知。
曼尼很早就开始支持紐西蘭文學和視覺艺术。他是艺术家珍娜·法蘭姆的一位名流朋友、拥护者。在2002年，當他的帕金森症逐漸惡化時，他將自己的大部分美术收藏捐给了紐西蘭Eastern Southland美術館。
因罹患帕金森症，曼尼于2006年9月在美國馬里蘭州的陶森住院治療時去世，享年85岁。

## 著述
曼尼是《性别认同与性别重置》（出版于1969年）的共同作者之一。

### 性認同、性別認同和性別角色
20世纪50年代，曼尼在期刊论文中引入了许多有关性别的定义，其中许多源于他对两性人的研究。
曼尼对性别的定义基于他对人类性别差异的理解。曼尼认为，在生殖中，一方提供卵子而另一方提供精子的事实的确不可否认；但他认为，在这种常见二分法之外，仍会有其他性别差异出现。
曼尼据其对雌雄同体的研究创立了“性别角色”这一概念，并将其从传统的性角色的概念中区分出来。根据曼尼的观点，“性别角色”不仅指在一个个体在性活动中所扮演的角色，更囊括其在日常生活与社会活动中所扮演的性别。
在研究中，曼尼发现性别取决于六个因素。在普通人的意识中，这些因素都明确地归属于“男性”或“女性”，但在雌雄同体的动物中，一个个体的性征都可能与其他任何个体都不完全一致，从而导致各种异常现象。他在1955年的论文中将这六个因素定义为：
1. 出生性别指定与后天性别培养
2. 外生殖器形态
3. 内生殖器结构
4. 性激素与第二性征
5. 性腺的种类
6. 性染色体的类别[9]

## 争议

### 大卫·利马的性别重置
1966年，大卫·利马（出生时名叫布鲁斯）的阴茎在一次割礼中被意外烧毁。布鲁斯的父母带他去拜访了约翰·曼尼先生。后者说服利马夫妇将布鲁斯当作一个女孩来抚养。布鲁斯在22个月大时进行了睾丸切除术，被改造为了一名女孩。此后十年，曼尼每年都例行访问利马家，并持续提供心理治疗。治疗中，曼尼强迫布鲁斯与其孪生兄弟布莱恩摆出各种性姿势。他认为，在幼童期进行性交预演能帮助大卫建立健康的性别认同。
几年后，曼尼将大卫的案例作为性别改造的成功案例发表，而曾在曼尼实验室工作过的学生表示，发表这篇文章后，曼尼每年仅访问利马家一次，而利马家也对曼尼谎称实验成功。可是，大卫认为曼尼给的建议并不是治疗，而是一种伤害：他在13岁时就萌生出自杀的念头，而布莱恩也因此罹患精神分裂症。后来，利马家断绝了与曼尼的联系，而曼尼从未承认过这个实验的失败。
直到二十年后，大卫才向记者约翰·科拉平托和性学家米尔顿·戴蒙对曼尼进行了控诉。戴蒙说服大卫将自己的经历公诸于世，以阻止其他医生继续实施对幼童的性别重塑手术。1997年12月，大卫的故事由约翰·科拉平托发表于《滚石杂志》，引起了国际间的重视。
2002年7月1日，布莱恩因服用过多抗忧郁剂而死亡；2004年5月4日，大卫也用一把削短型猎枪结束了自己的一生。
利马夫妇也表示，是曼尼的实验导致了他们两个儿子的死亡。

### 关于恋童
约翰·曼尼关于年龄偏好的观点十分重要，特别是其对于恋童的观点尤为突出。他表示，无论是性研究人员还是公众，都没有区分“基于爱情的恋童”和“带有虐恋倾向的恋童”。 他断言，前者仅出于爱情，而非性欲。
曼尼曾说道：
如果我看到一个十一二岁的男孩和一个二三十岁的男人之间有强烈的情欲，并在感情上相互吸引；如果这种关系是完全相互的——如果这种感情真的是完全相互的，那我不认为这有任何病态可言。
曼尼认为，基于爱情的恋童者对孩子有着如父母之爱一般的亲情，只是其中一部分亲情转变为了爱情、情欲和性欲；这并不属于任何行为障碍。此外，曼尼认为，传统的异性恋婚恋观念不过是社会表层思想肤浅化的又一例证。